# ダヤナ・ヤストレムスカ
- ダイアナ・ヤストレムスカ

ダヤナ・ヤストレムスカ（Dayana Yastremska, ウクライナ語: Даяна Олександрівна Ястремська, 2000年5月15日 - ）は、ウクライナ・オデッサ出身の女子プロテニス選手。これまでにWTAツアーでシングルス3勝を挙げている。身長175cm。WTAランキング最高位はシングルス21位、ダブルス83位。

## 来歴
5歳からテニスを始める。2016年にプロに転向。
4大大会では2018年全米オープンで初出場した。
2018年10月の香港大会決勝で王薔を 6–2, 6–1 で破り18歳でWTAツアー初優勝を果たした。
2019年2月のホアヒン大会で2勝目5月のストラスブール大会で3勝目を挙げた。
2019年ウィンブルドン選手権ではシングルス4回戦に進出した。張帥に 4–6, 6–1, 2–6 で敗れた。
ヤストレムスカは2020年1月20日付で自己最高のシングルス21位を記録している。

## WTAツアー決勝進出結果

### シングルス: 3回 (3勝0敗)
| 大会グレード                  |
| ----------------------------- |
| グランドスラム (0–0)          |
| WTAファイナルズ (0–0)         |
| プレミア・マンダトリー (0–0)  |
| プレミア5 (0-0)               |
| WTAエリート・トロフィー (0-0) |
| プレミア (0–0)                |
| インターナショナル (3–0)      |

| 結果   | No. | 決勝日         | 大会           | サーフェス | 対戦相手                 | スコア           |
| ------ | --- | -------------- | -------------- | ---------- | ------------------------ | ---------------- |
| 優勝   | 1.  | 2018年10月14日 | 香港           | ハード     | 王薔                     | 6–2, 6–1         |
| 優勝   | 2.  | 2019年2月3日   | ホアヒン       | ハード     | アイラ・トムリャノビッチ | 6–2, 2–6, 7–6(3) |
| 優勝   | 3.  | 2019年5月25日  | ストラスブール | クレー     | キャロリン・ガルシア     | 6–4, 5–7, 7–6(3) |
| 準優勝 | 1.  | 2020年1月18日  | アデレード     | ハード     | アシュリー・バーティ     | 2–6, 5–7         |

### ダブルス: 1回 (0勝1敗)
| 結果   | No. | 決勝日        | 大会 | サーフェス | パートナー           | 対戦相手                                    | スコア              |
| ------ | --- | ------------- | ---- | ---------- | -------------------- | ------------------------------------------- | ------------------- |
| 準優勝 | 1.  | 2019年10月6日 | 北京 | ハード     | エレナ・オスタペンコ | ソフィア・ケニン ベサニー・マテック＝サンズ | 3–6, 7–6(5), [7–10] |

## 4大大会シングルス成績
略語の説明
| W | F | SF | QF | #R | RR | Q# | LQ | A | Z# | PO | G | S | B | NMS | P | NH |

W=優勝, F=準優勝, SF=ベスト4, QF=ベスト8, #R=#回戦敗退, RR=ラウンドロビン敗退, Q#=予選#回戦敗退, LQ=予選敗退, A=大会不参加, Z#=デビスカップ/BJKカップ地域ゾーン, PO=デビスカップ/BJKカッププレーオフ, G=オリンピック金メダル, S=オリンピック銀メダル, B=オリンピック銅メダル, NMS=マスターズシリーズから降格, P=開催延期, NH=開催なし.
| 大会           | 2018 | 2019 | 2020 | 通算成績 |
| -------------- | ---- | ---- | ---- | -------- |
| 全豪オープン   | LQ   | 3R   | 2R   | 3–2      |
| 全仏オープン   | A    | 1R   |      | 0–1      |
| ウィンブルドン | LQ   | 4R   |      | 3–1      |
| 全米オープン   | 1R   | 3R   |      | 2–2      |